# Spondylus deforgesi
Spondylus deforgesi is een tweekleppigensoort uit de familie van de Spondylidae. De wetenschappelijke naam van de soort is voor het eerst geldig gepubliceerd in 2001 door Lamprell & Healy.